# Ikosaederstern

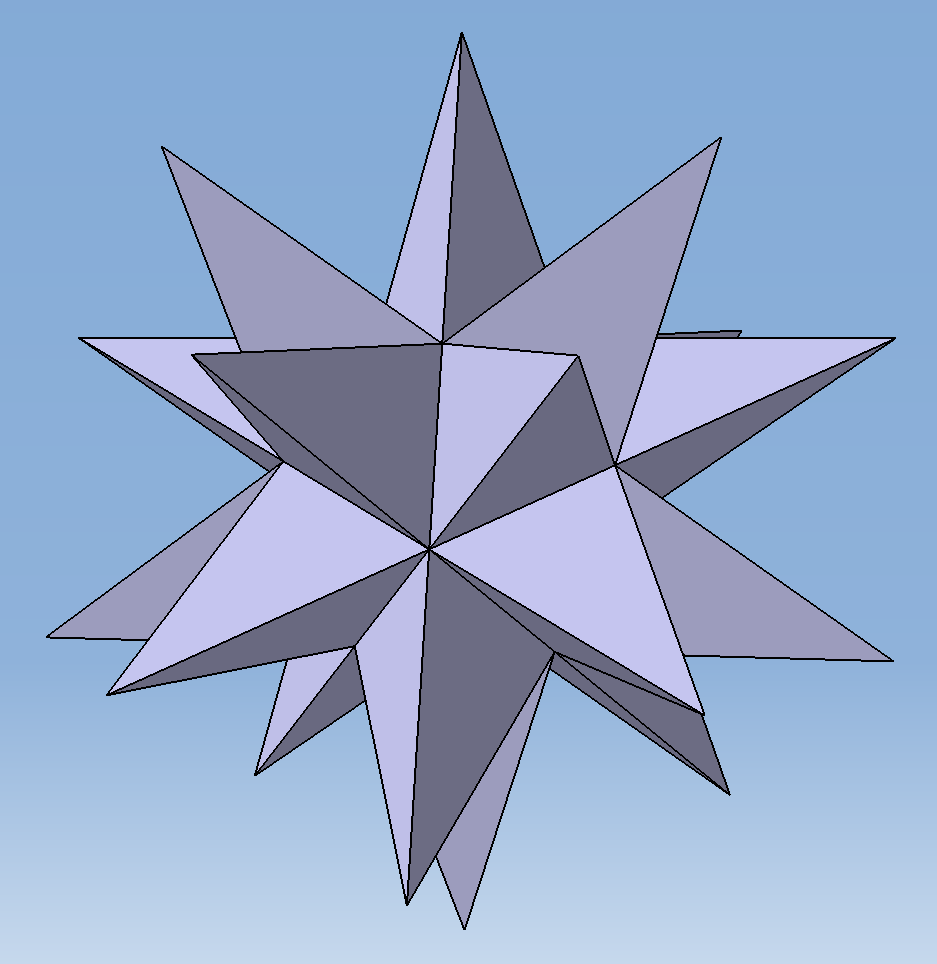
Ikosaederstern

Der Ikosaederstern, auch Großes Sterndodekaeder genannt, ist ein reguläres Polyeder und einer der vier Kepler-Poinsot-Körper. Er wird von 12 regelmäßigen Pentagrammen begrenzt, die 60 gleichschenklige Dreiecke bilden. Der Sternkörper zeichnet sich durch die Gleichheit sämtlicher Flächenwinkel – sowohl innen als auch außen – von 63,44° aus. Eine Faltung mittels Modulorigami liefert den symmetriegleichen, aber geringfügig kleineren (bezogen auf die Pyramidenhöhe) Bascetta-Stern.

## Eigenschaften

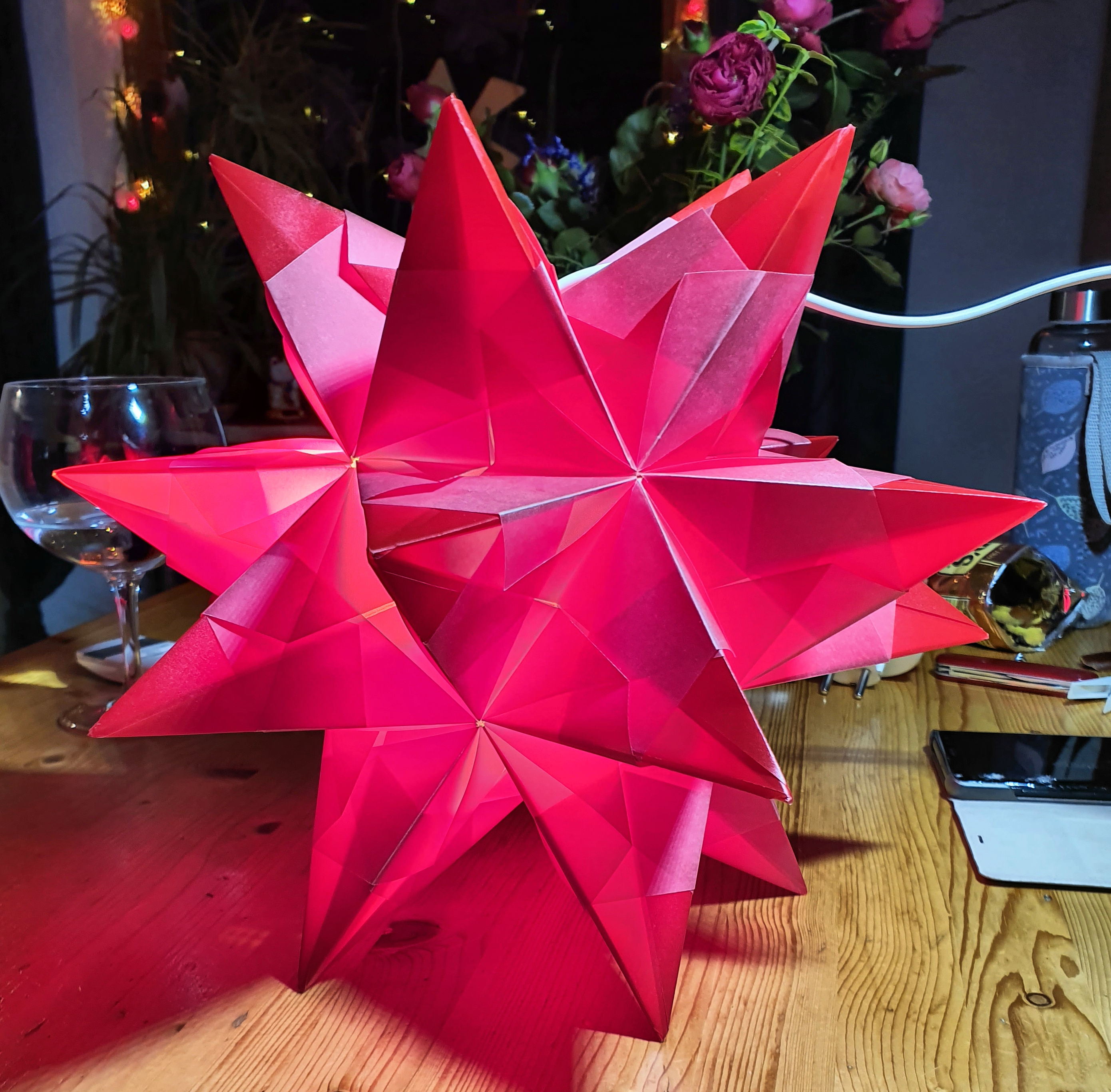
Ikosaederstern in Form des Bascetta-Sterns aus Transparentpapier Ø 30 cm

Werden sämtliche Kanten eines Ikosaeders über seine Ecken hinaus verlängert, bis sich jeweils 3 von ihnen in einem Punkt schneiden, so entsteht ein Ikosaederstern, den man sich als Ikosaeder mit 20 aufgesetzten Pyramiden vorstellen kann. Die Zacken des Ikosaedersterns bilden die 20 Eckpunkte eines regelmäßigen Dodekaeders.
- Der Ikosaederstern ist der umschriebene Körper von 12 sich gegenseitig schneidenden Pentagrammen, die koinzident zu den pentagonalen Schnittflächen eines Ikosaeders sind
- Triakisikosaeder und Ikosaederstern sind topologisch gleichwertig.
- Die Oberflächen von Dodekaederstern und Ikosaederstern sind gleich, wobei ersterer das größere Volumen einschließt.

Der Ikosaederstern ist dual zum Großen Ikosaeder. Jede Ecke des Ikosaedersterns ist einem gleichseitigen Dreieck des Großen Ikosaeders zugeordnet, und jede Ecke des Großen Ikosaeders gehört zu einem regelmäßigen Pentagramm des Ikosaedersterns.

## Formeln
| Größen eines Ikosaedersterns mit Kantenlänge a    | Größen eines Ikosaedersterns mit Kantenlänge a                                                                                            |
| ------------------------------------------------- | --- |
| Volumen                                           | {\displaystyle V={\frac {5}{4}}\cdot a^{3}\cdot (7-3\cdot {\sqrt {5}})} {\displaystyle \approx 0{,}365\cdot a^{3}}                        |
| Oberflächeninhalt                                 | {\displaystyle A_{O}={\frac {15}{2}}\cdot a^{2}\cdot {\sqrt {50-22\cdot {\sqrt {5}}}}} {\displaystyle \approx 6{,}735\cdot a^{2}}         |
| Länge der Schenkel der gleichschenkligen Dreiecke | {\displaystyle s={\frac {a}{2}}\cdot (3-{\sqrt {5}})} {\displaystyle \approx 0{,}382\cdot a}                                              |
| Länge der Basis der gleichschenkligen Dreiecke    | {\displaystyle b=a\cdot ({\sqrt {5}}-2)} {\displaystyle \approx 0{,}236\cdot a}                                                           |
| Umkugelradius                                     | {\displaystyle r_{u}={\frac {a}{2}}\cdot {\sqrt {3}}} {\displaystyle \approx 0{,}866\cdot a}                                              |
| Kantenkugelradius                                 | {\displaystyle r_{k}={\frac {a}{2}}\cdot {\sqrt {2}}} {\displaystyle \approx 0{,}707\cdot a}                                              |
| Inkugelradius                                     | {\displaystyle r_{i}={\frac {a}{10}}\cdot {\sqrt {25+10\cdot {\sqrt {5}}}}} {\displaystyle \approx 0{,}688\cdot a}                        |
| Höhe der Pyramiden                                | {\displaystyle k={\frac {a}{6}}\cdot {\sqrt {3}}\cdot ({\sqrt {5}}-1)} {\displaystyle \approx 0{,}357\cdot a}                             |
| Verhältnis von Volumen zu Umkugelvolumen          | {\displaystyle {\frac {V}{V_{UK}}}={\frac {5}{6\cdot \pi }}\cdot {\sqrt {3}}\cdot (7-3\cdot {\sqrt {5}})} {\displaystyle \approx 0{,}134} |
| Innenwinkel des regelmäßige Pentagramms           | {\displaystyle \alpha =36^{\circ }} |
| Winkel zwischen benachbarten Flächen              | {\displaystyle \beta =\arccos \left({\frac {\sqrt {5}}{5}}\right)\approx 63^{\circ }\;26^{\prime }\;6^{\prime \prime }}                   |

## Zusammenhang mit anderen Polyedern

Durch Abstumpfen entsteht der abgestumpfte Ikosaederstern, der von außen wie ein Ikosaeder aussieht, das Große Ikosidodekaeder und schließlich das Große Ikosaeder.

Durch Abstumpfen entsteht der abgestumpfte Ikosaederstern, der von außen wie ein Ikosaeder aussieht, das Dodekadodekaeder und schließlich das Große Dodekaeder.
Die konvexe Hülle ist das Dodekaeder.
Das duale Polyeder ist das Große Ikosaeder. Das Große Ikosidodekaeder ist eine Rektifikation, wobei Kanten bis zu Punkten abgestumpft werden. Der abgestumpfte Ikosaederstern kann als ein degeneriertes reguläres Polyeder angesehen werden, weil seine Ecken und Kanten übereinstimmen, aber es ist für die Vollständigkeit enthalten. Die Oberfläche sieht aus wie ein normales Ikosaeder, aber es hat 40 Seitenflächen, die paarweise übereinstimmen. Die Spitzen werden abgeschnitten, bis sie die Ebene des Pentagramms unter ihnen erreichen. Die 40 Seitenflächen sind 20 gleichseitige Dreiecke von den abgestumpften Ecken und 20 Dreiecke, die die ersten 20 Dreiecke überlappen. Diese werden gebildet, indem die ursprünglichen Pentagramme abgestumpft werden.